# 絕命殺機
《絕命殺機》（英語：One More Shot，或稱為）是一部2024年英國動作驚悚片，2021年電影《殲獄行動》的續集。電影由詹姆斯·努恩（James Nunn）執導，史考特·艾金斯、邁克·賈·懷特、艾莉克西斯·納普和湯姆·貝林傑主演。劇情講述當位於波蘭的黑牢遇襲後，海豹突擊隊隊員傑克·哈里斯（Jake Harris）奉命護送恐怖嫌疑犯阿明·曼蘇爾（Amin Mansur）前往華盛頓特區接受審訊。
電影2024年1月12日在天空影院上線。

## 劇情
波蘭的CIA黑站島監獄遇襲後，海豹突擊隊隊員傑克·哈里斯親自陪同恐怖分子嫌疑人阿明·曼蘇爾前往華盛頓特區接受審訊。隨著轉移囚犯的複雜過程展開，他們必須從預定的安全軍事著陸點安德魯斯空軍基地轉向，降落在巴爾的摩的巴爾的摩/華盛頓機場，並封鎖了周遭。但一群全副武裝、技術精湛的傭兵襲來，佔領了機場，控制住監視器及登機口。
傭兵需要曼蘇爾掌握的情報，因此分頭尋找在混亂之中逃跑的他。哈里斯帶著曼蘇爾及其妻子妮莎抵達CIA長官麥克·馬歇爾等人在所在處。身為醫生的妮莎開始幫助人們處理傷口。國土安全部探員珍妮佛·洛馬克暗示，馬歇爾在波蘭襲擊時並不在場，所以可能是內奸。但曼蘇爾透過一段影片認出了洛馬克說的阿拉伯語說話，證明她才是內奸。此外，曼蘇爾更認出她就是透過電話聯繫自己的聯絡人。
此時，傭兵們襲來，捉住了曼蘇爾，哈里斯從樓梯上摔下並趁機逃走。洛馬克槍殺了被逮住的馬歇爾，證明了洛馬克的叛國行徑。洛馬克開始刑求曼蘇爾，要求他說出藏在華盛頓特區的炸彈下落，即一組貨物代碼。洛馬克計劃透過炸彈的放射物，國防部和國家安全局的所有負責人都會聚集在一個地方，得以採集到他們的指紋，使她能夠訪問所有防禦系統。因此，這根本不是恐怖攻擊，而是接管美國戰略防禦的陰謀。
哈里斯殺死了幾名僱傭兵，打扮成他們中的一員，後將妮莎劫持為人質並帶給洛馬克。曼蘇爾被要求宣讀一篇關於報復美國對阿拉伯人發動戰爭的演講，之後被洛馬克射殺，死在妻子的懷裡。洛馬克打算搭機離開，傭兵公司的負責人羅柏·傑克森則負責將炸彈透過救護車運往目的地。哈里斯殺光了所有傭兵，致電給長官穆赫蘭上將，告知洛馬克的事。哈里斯制伏傑克森後，登上飛機攔下了洛馬克，此時穆赫蘭派出的士兵抵達拘留了洛馬克。哈里斯坐在椅子上休息一會，並從洛馬克的手機中刪除了曼蘇爾的演講影片。

## 演員
- 史考特·艾金斯飾演傑克·哈里斯（Jake Harris）
- 邁克·賈·懷特飾演羅柏·傑克森（Robert Jackson）
- 艾莉克西斯·納普飾演珍妮佛·洛馬克（Jennifer Lomax）
- 湯姆·貝林傑飾演麥克·馬歇爾（Mike Marshall）
- 瓦利德·埃爾加迪（Waleed Elgadi）飾演阿明·曼蘇爾（Amin Mansur）
- 漢娜·雅特頓飾演哈柏（Hooper）
- 米娜·雷揚（Meena Rayann）飾演妮莎·曼蘇爾（Niesha Mansur）
- 吉爾·溫特尼茲（英语：Jill Winternitz）飾演凱莉·哈里斯（Kelly Harris）
- 尼爾·林波（英语：Neil Linpow）飾演聯調局探員朗（FBI Agent Long）

## 製作
2023年2月，史考特·艾金斯在社交媒體上證實，《殲獄行動》將推出續集且已在拍攝中，同樣採一鏡到底拍攝。續集除了艾金斯回歸演出、詹姆斯·努恩再次擔任導演外，邁克·賈·懷特也加入了演出陣容。

## 發行
電影在英國由天空影院發行，2024年1月12日上線。

## 外部連結
- 互联网电影数据库（IMDb）上《絕命殺機》的资料（英文）